# Jeremy Davies
Pour les articles homonymes, voir Davies.
Jeremy Davies  est un acteur américain, né le 8 octobre 1969 à Traverse City (Michigan).

## Biographie

### Jeunesse
Il est le deuxième d'une famille de quatre enfants : un grand frère pilote à l'Us Air Force, Joshua, un petit frère, Zachary et une petite sœur, Katrina. Il est élevé à Traverse City (dans le Michigan) pendant sa petite enfance, mais déménagea au Kansas lorsque ses parents divorcent. Lorsque sa mère décède des complications d'un lupus au milieu des années 1970, il part vivre chez son père, Mel Boring, à Santa Barbara en Californie. Ils déménagent à Rockford dans l'Iowa en 1986.

### Carrière
Davies intègre l'American Academy of Dramatic Arts (AADA) à Pasadena, en Californie. Il obtient son premier rôle dans un épisode de Singer and Sons en 1990. Il tourne ensuite dans deux épisodes des Années coup de cœur en 1992. Il a également un petit rôle dans un téléfilm produit par la NBC : Shoot First: A Cop's Vengeance (1991). Il apparaît aussi dans les traits d'un « enfant miteux » dans une sitcom : 1776. Parmi les quelques rôles sans grande importance qu'il interprète pendant cette période, il a l'un des principaux rôles du film Guncrazy (un thriller de la chaîne de télévision Showtime) et apparaît brièvement dans Melrose Place.
En 1993, Davies tourne une publicité pour Subaru dans laquelle son personnage compare la voiture au punk rock. La publicité est repérée par plusieurs directeurs de casting. Peu après, Davies reçoit plusieurs propositions et scripts de films. Il commence alors à se construire un large répertoire avec des films tels que Twister et en 1998, il se voit attribuer un rôle majeur de sa carrière. En effet, il incarne un soldat américain parlant allemand et français se faisant recruter en Normandie par le Capitaine John Miller (Tom Hanks) afin de servir de traducteur lors d'une dangereuse mission visant à sauver un parachutiste perdu, (Matt Damon), dans le film Il faut sauver le soldat Ryan de Steven Spielberg.
Sa performance lui permet d'obtenir des rôles importants dans plusieurs films tels que Solaris avec George Clooney.
En 2008, il rejoint le casting principal de la série télévisée Lost, dans laquelle il interprète le rôle de Daniel Faraday, physicien et membre d'équipage censé venir à la rescousse de naufragés.
En 2011, il intègre la distribution secondaire du polar Justified (2010-2015) à partir de sa deuxième saison. Il y tient le rôle du redneck Dickie Bennett opposé, lui et sa famille, au marshal Raylan Givens (en) campé par Timothy Olyphant. Il reprend son rôle en 2012 dans plusieurs épisodes de la troisième saison, en 2014 dans le dixième épisode de la cinquième saison, et en 2015 dans le quatrième épisode de la sixième et dernière saison,,,.
En 2014, il joue le rôle de Ritchie Simpson dans le pilote et le onzième épisode de la série de DC Comics Constantine, d'après le comics Hellblazer,. Il reprend le personnage en 2017 dans le film d'animation  Justice League Dark.
En 2016, il joue le paparazzi Nick Hofmeister dans le deuxième épisode de la première saison de la série Lucifer. En 2017, il tient le rôle récurrent de Malcolm Dreyfuss dans la quatrième saison de Sleepy Hollow. Il apparait également dans le sixième épisode de Twin Peaks: The Return[réf. nécessaire] et tient le rôle de Jesus Prime dans le huitième épisode de la première saison de American Gods.
En 2018, il incarne John Deegan / Doctor Destiny (en), l'antagoniste du triple épisode Elseworlds, un crossover diffusé entre le 9 et 11 décembre entre les séries de DC Comics Flash, Arrow et Supergirl.

## Filmographie

### Cinéma
- 1992 : Guncrazy de Tamra Davis : Bill
- 1994 : Spanking the Monkey de David O. Russell : Ray Aibelli
- 1994 : Nell de Michael Apted : Billy Fisher
- 1996 : Twister de Jan de Bont : Laurence
- 1997 : Obsessions torrides (Going All the Way) de Mark Pellington : Williard « Sonny » Burns
- 1997 : The Locusts de John Patrick Kelley : Flyboy
- 1998 : Il faut sauver le soldat Ryan de Steven Spielberg : Cpl. Timothy P. Upham
- 1999 : Vorace (Ravenous) d'Antonia Bird : Pvt. Toffler
- 1999 : The Florentine de Nick Stagliano: Truby
- 2000 : The Million Dollar Hotel de Wim Wenders : Tom Tom
- 2000 : Il suffit d'une nuit de Philip Haas : Karl Richter
- 2001 : Investigating Sex d'Alan Rudolph : Oscar
- 2001 : CQ de Roman Coppola : Paul
- 2002 : Teknolust (Les trois Ève en français) de Lynn Hershman Leeson : Sandy
- 2002 : Solaris de Steven Soderbergh: Snow
- 2002 : Bienvenue à 29 Palms (29 Palms) de Leonardo Ricagni: Le paumé
- 2002 : Searching for Paradise de Myra Paci : Adam
- 2002 : La Secrétaire (Secretary) de Steven Shainberg : Peter
- 2002 : Le Projet Laramie (The Laramie Project) de Moisés Kaufman : Jedadiah Schultz
- 2003 : Dogville de Lars von Trier : Bill Henson
- 2005 : Manderlay de Lars von Trier : Niels
- 2006 : Rescue Dawn de Werner Herzog : Gene
- 2011 : Une drôle d'histoire (It's Kind of a Funny Story) de Ryan Fleck et Anna Boden : Smitty
- 2017 : Justice League Dark (vidéo) de Jay Oliva : Ritchie Simpson (animation)
- 2018 : The House that Jack Built de Lars von Trier : Al
- 2021 : Black Phone (The Black Phone) de Scott Derrickson : Terrence Blake
- 2022 : La Machine infernale (The Infernal Machine) d'Andrew Hunt : Elijah Barrett
- 2025 : Black Phone 2 de Scott Derrickson : Terrence Blake

### Télévision
- 1987 : Miss Marple: Nemesis : épisode 6
- 1991 : Shoot First: A Cop's Vengeance : White Punk
- 1991 : Dream On : Mugger #3
- 1992 : 1776 : Scruffy Kid
- 1992 : Les Années coup de cœur : Eddie Horvath
- 1992 : Melrose Place : Pete Stoller
- 1992 : Hôpital central : Roger
- 2000 : Rock the Boat : Flush
- 2004 : Helter skelter : Charles Manson
- 2008 - 2010 : Lost : Daniel Faraday (34 épisodes)
- 2011 - 2015 : Justified : Dickie Bennett (20 épisodes)
- 2014 : Hannibal : Peter Bernardone (saison 2, épisodes 8 et 9)
- 2014 : Constantine : Ritchie Simpson (saison 1, épisodes 1 et 11)
- 2016 : Lucifer : Nick Hofmeister (saison 1, épisode 2)
- 2017 : Twin Peaks : Jimmy (saison 3, épisode 6)
- 2017 : Sleepy Hollow : Malcolm Dreyfuss (saison 4, 13 épisodes)
- 2017 : American Gods : Jesus Prime (saison 1, épisode 8)
- 2018 : Flash : Dr John Deegan / Doctor Destiny (saison 5, épisode 9)
- 2018 : Arrow : Dr John Deegan / Doctor Destiny (saison 7, épisode 9)
- 2018 : Supergirl : Dr John Deegan / Doctor Destiny (saison 4, épisode 9)
- 2020 : The Rookie : l'inspecteur Bill Summerland (saison 2, épisode 15)
- 2020 : FBI : Kenneth Bates (saison 2, épisode 12)

## Ludographie
- 2018 : God of War : Baldur

## Distinctions
- 2012 : Primetime Emmy Award du meilleur acteur invité dans une série télévisée dramatique pour Justified
- 2019 : BAFTA Awards du meilleur comédien pour God of War[12]

## Voix francophones
En version française, Jeremy Davies est principalement doublé par Franck Capillery. Ce dernier le double dans Une drôle d'histoire, Lost : Les Disparus, Justified et Sleepy Hollow. Vincent Ropion le double dans le film Solaris, Lucifer et le Arrowverse.
Il a également été doublé par Lionel Melet dans Twister, Xavier Béja dans Kansas Blues, Mathias Kozlowski dans Il faut sauver le soldat Ryan, Jacques Bouanich dans Vorace, Emmanuel Karsen dans The Million Dollar Hotel, Fabien Briche dans La Secrétaire, Charles Millet dans Dogville et François Delaive dans Hannibal.